# Сафарян, Эдгар Рубенович
Эдга́р Рубе́нович Сафаря́н (арм. Էդգար Ռուբենի Սաֆարյան; род. 26 мая 1978, Ереван) — армянский футболист. Ныне помощник главного тренера клуба «Арарат».

## Клубная карьера
В 17 лет был внесён в список игроков дубля «Котайка», который выступал в неофициальном чемпионате Армении 1995 года высшей лиги. В следующем сезоне перешёл в столичный ЦСКА, откуда, после завершения сезона ыернулся в «Котайк», теперь уже в основную команду. В 197 перешёл в «Эребуни». В 1999 году команда была расформирована, и Сафарян перешёл в ереванский «Арарат». В этом клубе провёл большую часть (с перерывами в 2005 году — «Лернаин Арцах», и в 2007 году — «Гандзасар») карьеры. В 2003 году «Арарат» был отстранён от всех турниров проводящихся под эгидой ФФА и УЕФА из-за отказа делегировать пятерых игроков в состав сборной на игру против сборной Израиля. Сафарян остался в клубе и продолжал тренироваться. После периода нестабильности в клубе перешёл в «Гандзасара» Капан. Отыграв сезон, вновь вернулся в «Арарат».
В феврале 2010 года объявил о завершении игровой карьеры.

## Тренерская карьера
В «Арарате» стал заниматься тренерской деятельностью. В первое время являлся помощником главного тренера — Тиграна Есаяна., а после Альберта Сафаряна.

## Достижения
«Эребуни»
- Бронзовый призёр чемпионата Армении: 1997

«Арарат» (Ереван)
- Серебряный призёр чемпионата Армении: 1999, 2000, 2008
- Обладатель Кубка Армении: 2008
- Финалист Кубка Армении: 2001
- Обладатель Суперкубка Армении: 2009